# Ormosia leptorhabda
Ormosia leptorhabda là một loài ruồi trong họ Limoniidae. Chúng phân bố ở miền Tân bắc.